# James Whitcomb Riley

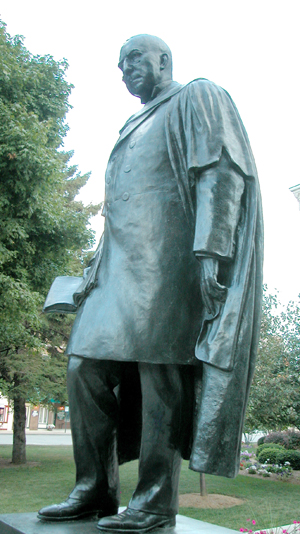
James Whitcomb Rileys Denkmal in seiner Heimatstadt Greenfield, Indiana

James Whitcomb Riley (* 7. Oktober 1849 in Greenfield, Indiana; † 22. Juli 1916 in Indianapolis, Indiana) war ein US-amerikanischer Schriftsteller und Dichter.

## Leben und Werk
Rileys bekanntestes Werk heißt Little Orphant Annie. Eines der bekanntesten Gedichte von Whitcomb Riley ist When I see a bird that walks like a duck and swims like a duck and quacks like a duck, I call that bird a duck. Es hat mit dem daraus abgeleiteten sogenannten Ententest in den 1950er Jahren Einzug in die amerikanische Politik genommen und der Name Duck-Typing ergibt sich in Anlehnung daran. Die ursprüngliche Herkunft dieser Phrase ist jedoch umstritten.
Riley ist sehr bekannt durch seine im Indiana („Hoosier“)-Dialekt geschriebenen Gedichte. Teilweise schrieb er auch Kindergedichte. Da ihm generell Kinder sehr wichtig waren, engagierte er sich für sie. Noch heute gibt es die Riley Children’s Foundation, die das Riley Hospital For Children in Indianapolis, Indiana baute.
Riley hielt viele Kontakte zu berühmten Persönlichkeiten der damaligen Zeit, wie z. B. Mark Twain. Er starb am 22. Juli 1916 im Alter von 66 Jahren in Indianapolis und fand dort auf dem Crown Hill Cemetery seine letzte Ruhestätte.
1898 wurde er in die American Academy of Arts and Letters gewählt.

## Verfilmungen (Auswahl)
- William Nicholas Selig (Regie): There, little girl, don't cry. 1910.
- William Nicholas Selig (Regie): The old swimming hole. 1910.
  - Remake: Joseph De Grasse (Regie): The old swimming hole. 1921.
- Ulysses Davis (Regie): The old man and Jim. 1911.
- Bannister Mervin (Regie): An old sweetheart of mine. 1911.
  - Remake: Harry Garson (Regie): An old sweetheart of mine. 1923.
- Colin Campbell (Regie): A hoosier Romance. 1918.